# لیونل کاپون
لیونل کاپون (انگلیسی: Lionel Cappone؛ زادهٔ ۸ فوریهٔ ۱۹۷۹) بازیکن فوتبال اهل فرانسه است.
از باشگاه‌هایی که در آن بازی کرده‌است می‌توان به باشگاه فوتبال لوریان، باشگاه فوتبال استاد برستوا ۲۹، باشگاه فوتبال دیژون، باشگاه فوتبال آنژه، و باشگاه فوتبال المپیک مارسی اشاره کرد.